# Mo Money Mo Problems
Mo Money Mo Problems (englisch für „mehr Geld mehr Probleme“) ist ein Lied des US-amerikanischen Rappers The Notorious B.I.G., das er zusammen mit den Rappern Puff Daddy und Mase aufnahm. Der Refrain wird von der Sängerin Kelly Price gesungen. Der Song ist die zweite Singleauskopplung seines zweiten Studioalbums Life After Death und wurde am 14. Juli 1997 veröffentlicht.

## Inhalt
| Liedteil   | Künstler             |
| 1. Strophe | Mase                 |
| Refrain    | Kelly Price          |
| 2. Strophe | Puff Daddy           |
| 3. Strophe | The Notorious B.I.G. |

In Mo Money Mo Problems rappen Mase, Puff Daddy und The Notorious B.I.G. aus der Perspektive des lyrischen Ichs über ihren Status als Rapstars und von den Problemen, die mit steigendem Reichtum einhergehen. So berichtet Mase in der ersten Strophe von seinem Aufstieg als Rapper und Millionen Verkäufen, die ihn reich und berühmt gemacht haben. Puff Daddy rappt über seinen Schmuck, sein Geld und seine Yacht. Sein Erfolg werde noch viele Jahre anhalten, auch wenn ihn manche lieber tot sehen würden, als sich für ihn zu freuen. The Notorious B.I.G. bezeichnet sich als „Playboy“, der leicht verschiedene Frauen rumkriegt. Auch erwähnt er sein Team, das immer zu ihm hält. Im von Kelly Price gesungenen Refrain heißt es, je mehr Geld man habe, desto mehr Probleme würden kommen.

“I don’t know what they want from me

It’s like the more money we come across

The more problems we see”

## Produktion
Der Song wurde von dem US-amerikanischen Musikproduzenten Stevie J. in Zusammenarbeit mit Sean „Puffy“ Combs produziert. Beide fungierten neben The Notorious B.I.G., Mase, Bernard Edwards und Nile Rodgers auch als Autoren. Die Musik basiert auf einem Sample des Liedes I’m Coming Out von Diana Ross aus dem Jahr 1980.

## Musikvideo
Bei dem zu Mo Money Mo Problems gedrehten Musikvideo führte Hype Williams Regie. Es verzeichnet auf YouTube über 106 Millionen Aufrufe (Stand: Juli 2023). Zu Beginn des Videos gewinnt Puff Daddy ein Golfturnier, das von Mase moderiert wird. Anschließend startet das Lied und beide Musiker rappen und tanzen an futuristischen Orten, die von Ron Norsworthy designt wurden, darunter ein mit Leuchtstofflampen ausgekleideter schwarzer Tunnel und eine helle Kammer, in die von unten Druckluft geblasen wird, wodurch beide in der Luft schweben. In der Kammer befindet sich auch ein Bildschirm, auf dem zunächst Kelly Price zu sehen ist, die den Refrain singt. Während der dritten Strophe sieht man auf dem Bildschirm Archivaufnahmen von The Notorious B.I.G., der zum Zeitpunkt des Videodrehs bereits tot war.

## Single

### Covergestaltung
Das Singlecover zeigt The Notorious B.I.G., der den Betrachter mit ernstem Blick ansieht. Er ist umgeben von einer Collage aus Geldscheinen. Im unteren Teil des Covers befinden sich die Schriftzüge The Notorious B.I.G., Mo Money Mo Problems und Featuring Puff Daddy & Mase. Der Hintergrund ist weiß gehalten.

### Titellisten
Single
1. Mo Money Mo Problems (Radio Mix) feat. Puff Daddy & Mase – 4:12
2. Mo Money Mo Problems (Razor-N-Go EEC, Main Mix Edit) feat. Puff Daddy & Mase – 4:09

Maxi
1. Mo Money Mo Problems (Radio Mix) feat. Puff Daddy & Mase – 4:12
2. Mo Money Mo Problems (Razor-N-Go EEC, Main Mix Edit) feat. Puff Daddy & Mase – 4:09
3. Mo Money Mo Problems (Instrumental) – 4:12
4. Mo Money Mo Problems (Razor-N-Go EEC, Main Mix) feat. Puff Daddy & Mase – 10:38
5. Mo Money Mo Problems (R-N-G 14th Street Duhb) feat. Puff Daddy & Mase – 4:40

### Chartplatzierungen
Mo Money Mo Problems stieg am 4. August 1997 auf Platz 88 in die deutschen Singlecharts ein und erreichte sieben Wochen später mit Rang elf die höchste Position, auf der es sich drei Wochen halten konnte. Insgesamt hielt sich der Song 17 Wochen lang in den Top 100. Besonders erfolgreich war das Lied in den Vereinigten Staaten, wo es für zwei Wochen die Chartspitze belegte. Weitere Top-10-Platzierungen gelangen unter anderem in den Niederlanden, Neuseeland, Schweden, im Vereinigten Königreich, in der Schweiz, Australien und Norwegen. In den deutschen Single-Jahrescharts 1997 belegte der Song Rang 64.
| ChartsChartplatzierungen       | Höchstplatzierung | Wochen |
| ------------------------------ | ----------------- | ------ |
| Deutschland (GfK)              | 11 (17 Wo.)       | 17     |
| Österreich (Ö3)                | 31 (5 Wo.)        | 5      |
| Schweiz (IFPI)                 | 8 (13 Wo.)        | 13     |
| Vereinigtes Königreich (OCC)   | 6 (11 Wo.)        | 11     |
| Vereinigte Staaten (Billboard) | 1 (30 Wo.)        | 30     |

| ChartsJahrescharts (1997)      | Platzierung |
| ------------------------------ | ----------- |
| Deutschland (GfK)              | 64          |
| Vereinigtes Königreich (OCC)   | 53          |
| Vereinigte Staaten (Billboard) | 20          |

### Verkaufszahlen und Auszeichnungen
Mo Money Mo Problems wurde im Jahr 2021 im Vereinigten Königreich für mehr als 600.000 Verkäufe mit einer Platin-Schallplatte ausgezeichnet. In den Vereinigten Staaten erhielt der Song bereits im Erscheinungsjahr für über eine Million verkaufte Einheiten ebenfalls Platin.

| Land/Region                  | Auszeichnungen für Musikverkäufe (Land/Region, Auszeichnung, Verkäufe) | Verkäufe  |
| ---------------------------- | ---------------------------------------------------------------------- | --------- |
| Australien (ARIA)            | Gold                                                                   | 35.000    |
| Neuseeland (RMNZ)            | Platin                                                                 | 10.000    |
| Vereinigte Staaten (RIAA)    | Platin                                                                 | 1.000.000 |
| Vereinigtes Königreich (BPI) | Platin                                                                 | 600.000   |
| Insgesamt                    | 1× Gold · 3× Platin ·                                                  | 1.645.000 |

Hauptartikel: Sean Combs/Auszeichnungen für Musikverkäufe
Bei den Grammy Awards 1998 wurde Mo Money Mo Problems in der Kategorie Best Rap Performance by a Duo or Group nominiert, unterlag jedoch dem Lied I’ll Be Missing You von Puff Daddy feat. Faith Evans und 112.